# Oigny, Loir-et-Cher
Oigny là một commune thuộc tỉnh Loir-et-Cher trong vùng Centre-Val de Loire miền trung nước Pháp.